# Walter Huston
Walter Huston (Toronto, 5 april 1883 – Hollywood, 7 april 1950) was een Canadees-Amerikaans acteur. Hij was de vader van regisseur John Huston en de grootvader van acteurs Danny en Anjelica Huston.
Huston studeerde ingenieurswetenschappen, maar hij sloot zich vervolgens aan bij een rondreizend revuegezelschap. In 1905 trouwde hij met verslaggeefster Rhea Gore. Uit dat huwelijk werd hun zoon John geboren. Toen besloot hij zijn toneelcarrière op te geven en als ingenieur te gaan werken. In 1909 trad hij echter weer voor het voetlicht. In 1913 scheidde hij van zijn vrouw. Vanaf 1929 was hij werkzaam als filmacteur in Hollywood. Als zijn grootste acteerprestatie geldt zijn rol in de western The Treasure of the Sierra Madre (1948). Hij won voor die film de Oscar voor beste mannelijke bijrol. Hij stierf in 1950 op 67-jarige leeftijd.

## Filmografie
- 1929: Gentlemen of the Press
- 1929: The Lady Lies
- 1929: The Virginian
- 1930: The Virtuous Sin
- 1930: The Bad Man
- 1930: Abraham Lincoln
- 1931: The Criminal Code
- 1931: A House Divided
- 1931: The Star Witness
- 1931: The Ruling Voice
- 1932: The Beast of the City
- 1932: Night Court
- 1932: American Madness
- 1932: Rain
- 1932: Kongo
- 1932: The Woman from Monte Carlo
- 1932: Law and Order
- 1932: The Wet Parade
- 1933: Gabriel Over the White House
- 1933: Ann Vickers
- 1933: Hell Below
- 1933: The Storm at Daybreak
- 1933: The Prizefighter and the Lady
- 1934: Keep 'Em Rolling
- 1935: Trans-Atlantic Tunnel
- 1936: Dodsworth
- 1936: Rhodes of Africa
- 1938: Of Human Hearts
- 1939: The Light That Failed
- 1941: The Devil and Daniel Webster
- 1941: Swamp Water
- 1941: The Maltese Falcon
- 1941: The Shanghai Gesture
- 1942: Yankee Doodle Dandy
- 1942: Always in My Heart
- 1943: The Outlaw
- 1943: Edge of Darkness
- 1943: Mission to Moscow
- 1943: The North Star
- 1943: December 7th
- 1944: Dragon Seed
- 1945: And Then There Were None
- 1946: Dragonwyck
- 1946: Duel in the Sun
- 1948: The Treasure of the Sierra Madre
- 1948: Summer Holiday
- 1949: The Great Sinner
- 1950: The Furies